# الزواج الكبير: عرس في القمر
الزواج الكبير: عرس في القمر المعروف أيضًا باسم جزر القمر: الزواج الكبير هو فيلم وثائقي عن جزر القمر لعام 2013 من إخراج المخرج السعودي فيصل العتيبي و إنتاج قناة الجزيرة. الفيلم مأخوذ عن الزواج الكبير التقليدي المشهور في جزر القمر. يصور الفيلم قصة زواج كبير لوزير في حكومة جزر القمر وزوجتيه. الزوجان اللذان لعبوا الدور الرئيسي في الفيلم متزوجان في الحياة الواقعية لأكثر من 20 عامًا. عُرض الفيلم في مهرجان الخليج السينمائي 2013 في دبي فستيفال سيتي.